# 姫乃るり
姫乃 るり（ひめの るり、1986年11月5日-）は、日本のAV女優。イオンプロモーション所属。
東京都出身。身長：155cm 、スリーサイズ：B90・W65・H87 、Eカップ。

## 略歴
- 2005年 - AVデビュー。

## 作品

### アダルトビデオ
- いっぱい出してねっ（2006年2月14日、なにわ書店）
- い～ぱいだ☆し☆て☆ねPart II（2006年4月6日、なにわ書店）
- トラワレ　～監禁女子校生～（2006年5月19日、笠倉出版社）
- 痴漢バス女子校生　姉妹輪姦（2006年5月26日、TMA）共演:真中莉子
- 発育巨乳女子校生（2006年8月7日、プレミアム）
- 黒Stocking 5（2006年8月25日、笠倉出版社）
- 騙し撮り女子○生 6（2006年8月25日、I.B.WORKS）他出演:若葉ひな、白鳥果歩、藤沢ひな
- 恥ずかしいコト。Rebirth ［悪戯］（2006年11月3日、アウダースジャパン）
- 淫乱牢獄 1話（2006年11月3日、映天）
- Tokyo Five Girls（2007年2月2日、竹書房）他出演:寧々、日比野夕希、響鳴音、元木ひなよ